# Bâtiment Europa
Le bâtiment Europa, anciennement connu sous le nom de Résidence Palace, est le siège principal du Conseil européen et du Conseil de l'Union européenne, situé à Bruxelles, en Belgique. Aujourd'hui, le quartier est un quartier d'affaires connu sous le nom de Quartier européen.
La façade des années 1920 du bâtiment historique témoigne de l'intention de construire un quartier résidentiel dans cette partie de Bruxelles, plan abandonné après la Seconde Guerre mondiale. L’initiative est due à un des pionniers du développement des immeubles à appartement de luxe à Bruxelles, Lucien Kaisin,  en tant qu'administrateur-délégué du Crédit Général Hypothécaire et Mobilier. À l’instar de la Société Belge Immobilière, il surfe sur une nouvelle vague encouragée par la législation sur la copropriété et le crédit hypothécaire, censée résoudre les problèmes de logement de la classe moyenne.
Au lendemain de la Première Guerre mondiale en effet, non seulement le coût de la construction est devenu inabordable mais la domesticité se fait de plus en plus exigeante et indocile. Alors qu’elle avait marqué jusque-là un attachement inconditionnel à la maison individuelle, une partie de la bourgeoisie est désormais mûre pour la vie en appartement, avec toutes les commodités modernes. Des complexes d’appartements luxueux, pourvus de services collectifs comme le restaurant, la salle des fêtes, le club privé, le théâtre ou la piscine, existent déjà dans les grandes capitales.
Après le Résidence Palace, l'homme d'affaires bruxellois Lucien Kaisin finance encore les Pavillons français, immeuble de 15 étages situé rue du Noyer, 282, à Schaerbeek et la Résidence de la Cambre, premier gratte-ciel bruxellois de 17 étages planté le long du boulevard Général Jacques (n° 20), qui s’inspire des formes de l’Art déco new-yorkais. Les deux immeubles sont signés par l’architecte Marcel Peeters.

## Construction du Résidence Palace (1922-1927)

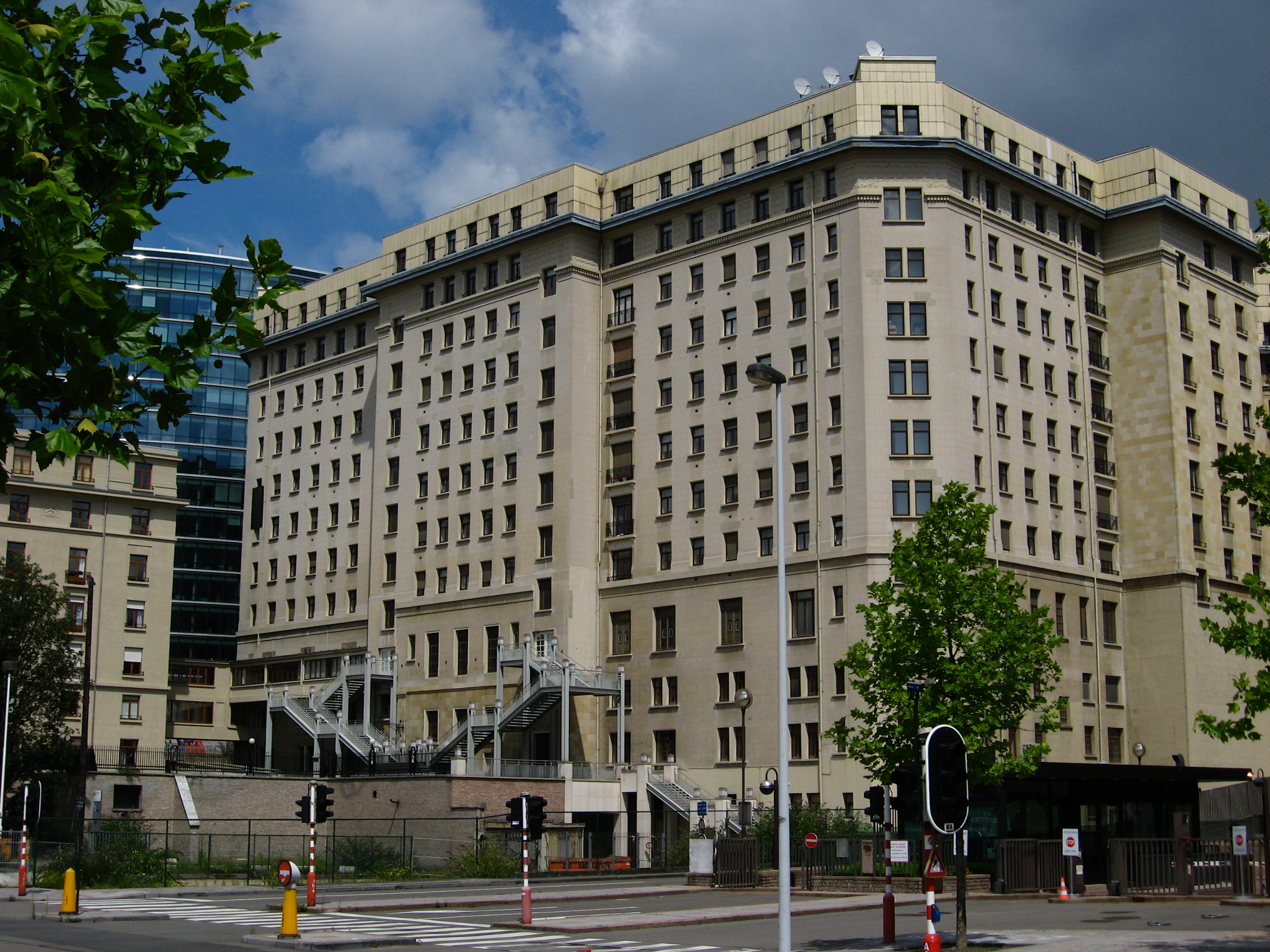
Le résidence palace vu depuis la chaussée d'Etterbeek en 2007.

Pour réaliser le complexe de plusieurs immeubles de la rue de la Loi, Lucien Kaisin fait appel à un architecte suisse, Michel Polak, rendu célèbre par la construction de la résidence de luxe Riant-Château dans la ville d’eau de Montreux.
Celui-ci travaille sur les plans dès 1921 mais ne peut les déposer à la Ville de Bruxelles qu’un an plus tard. Des difficultés techniques, liées à la mauvaise qualité du sous-sol à hauteur de la chaussée d’Etterbeek, imposent des études poussées de la part de l’ingénieur Alexandre Sarrasin. Il ne faudra pas moins de 2 500 pieux Franki pour s’assurer de la stabilité de l’ensemble, dont les fondations sont entamées en mars 1923. 1 200 ouvriers travaillent en permanence sur ce chantier gigantesque, sans compter ceux qui sont mobilisés par le façonnage des matériaux.
Remarquable par ses dimensions plus que par son style, le complexe imaginé n’est pas un gratte-ciel — Michel Polak s’en défend — mais plutôt un élégant ensemble aux lignes sobres lui conférant un caractère monumental. C’est une petite ville moderne dans une grande cité, sans souci d’intégration dans le quartier qui l’abrite. Très classique, son style emprunte quelques éléments à la Renaissance italienne mâtinés d’éléments décoratifs de l’Art déco.
Le complexe immobilier comprend quatre ailes — les « quartiers » du Cinquantenaire, de la rue Juste Lipse, du Centre et de Pascale — articulées autour d’une rue intérieure à sens unique qui relie les rues de la Loi et Juste Lipse, de cours et d’un patio à colonnade. 
La rue intérieure offre une large ouverture entre les bâtiments du complexe, côté rue de la Loi et se termine par une arcade sous le bâtiment construit rue Juste Lipse. Rue de la Loi et chaussée d'Etterbeek, les façades de ce complexe sont en grande partie masquées par des bâtiments plus anciens, désormais démolis. Côté rue de la Loi, la façade en intérieur d'îlot est peu travaillée d’aspect irrégulier et comporte de nombreuses avancées et petites fenêtres correspondant à des cages d'escaliers, usines, espaces techniques. Côté chaussée d'Etterbeek, la façade est réalisée dans le même style monumental que les autres façades visibles ; cette partie du bâtiment est en grande partie visible en surplomb des maisons de la chaussée d'Etterbeek et depuis la colline du parc Léopold en raison de l'importante différence de niveau et de la faible hauteur des bâtiments construits chaussée d'Etterbeek.
Les pièces de séjour obéissent davantage au souci de la perspective que de l’orientation par rapport au soleil. Le parement des façades est en pierre blanche, orné de bas-reliefs stylisés, reposant sur un soubassement en pierre bleue. Sous la corniche court une frise à volutes. Les accès sont éclairés par de splendides lampadaires à consoles et ferronneries.
Le développement comprend 180 appartements, de 3 à 20 pièces chacun, dotés du confort moderne et de services collectifs impressionnants, faisant du complexe un ensemble autarcique. La structure de l’appartement respecte horizontalement celle de la maison bourgeoise avec le souci avoué d’alléger les tâches domestiques et de faciliter la vie quotidienne. La hiérarchie des espaces, séparant les pièces réservées à la vie privée, à la réception et aux services, est respectée. Dans cette logique, l’entrée des maîtres est distincte de celle des domestiques et des fournisseurs.
Chaque entité comporte tous les équipements modernes comme salle de bain avec eau chaude, toilette séparée, chambre froide. L’immeuble est en outre doté d’ascenseurs, de monte-charge en liaison avec le service traiteur des cuisines, du chauffage central, de gaines à déchets, d’une buanderie et de la distribution postale aux étages par pneumatiques. À côté des boutiques en tous genres — banques, produits de luxe, coiffeurs — le rez comprend un théâtre de 516 places et des infrastructures sportives comme une piscine, des bains turcs, des salles d’escrime et des courts de tennis sur les toits des garages, prévus pour 200 véhicules. Le dernier étage accueille le premier restaurant panoramique de Bruxelles, la Pergola.

## Le Résidence Palace devient un centre administratif (1947)

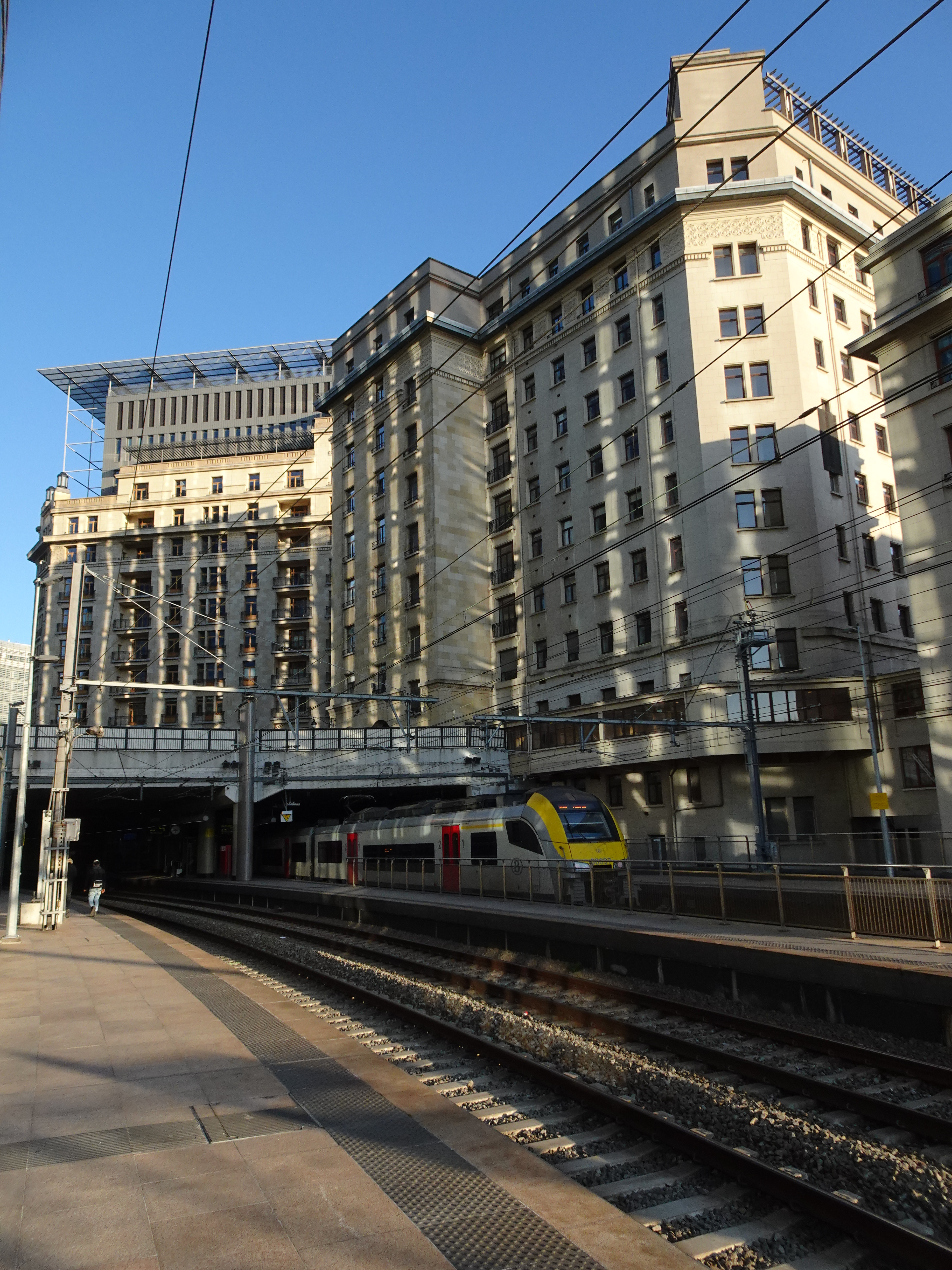
En surplomb de la gare de Bruxelles-Schuman.

Inauguré en 1927, le Résidence Palace connaît un engouement aussi massif qu’éphémère. Les appartements sont loués en un temps record et la vie mondaine y déploie chaque semaine ses fastes. La résidence s’adresse à une clientèle fortunée très cosmopolite où se côtoient gens de la noblesse, diplomates et hommes d’affaires. Promise à de beaux jours, la mayonnaise ne prend pourtant pas. Durant la guerre une partie du bâtiment est utilisée par l'occupant nazi. Au lendemain de la guerre, le complexe ne se relève pas des réquisitions dont il a été l’objet.
L’État belge, à la recherche de vastes immeubles pour y abriter ses fonctionnaires, s’en porte acquéreur en 1947. Situé dans le prolongement de la rue de la Loi, l’immeuble est idéalement situé. Il le transforme en bureaux et n’hésite pas à le surélever d’un étage (1953).
Une campagne de rénovation et d’extension du Résidence Palace est ensuite confiée à André et Jean Polak en 1965. L’arrière de l’immeuble, désormais visible depuis la rue de la Loi et la rue Juste Lipse au fur et à mesure que sont démolies les maisons particulières qui masquaient cette partie du bâtiment, sert alors de support à une extension comportant près de 400 bureaux dont le mur-rideau de verre et d’aluminium est censé s’harmoniser avec la façade du Berlaymont qui vient d’être achevé en face. Des infrastructures d’origine subsistent, toutefois (le théâtre, le restaurant et la piscine).
Ainsi, en 1986, le metteur en scène et directeur de théâtre Albert-André Lheureux obtient de réaffecter le théâtre à une programmation permanente. Faute de moyens financiers, il devra cependant abandonner la direction quelques années plus tard.
En 1988, le Résidence Palace est amputé de l’aile Juste Lipse, de l'ancien garage et d’une partie de l’aile Cinquantenaire pour accroître le périmètre destiné au bâtiment du Conseil de l'Union européenne. Une nouvelle façade latérale est construite dans un style d’intégration ; l'ancienne rue Juste Lipse disparaît alors complètement, de même que les dernières maisons qui masquaient la vue au Résidence Palace chaussée d'Etterbeek (cet espace resta vacant jusqu'au début des années 2010 où un parc et un immeuble de huit étages appelé Esplanade 64 sera réalisé).

## Centre de presse international
Toujours occupé par l’administration fédérale belge, le Résidence Palace abrite, depuis le 2 juillet 2001, un centre de presse international. Il a été équipé dans le bloc C en un temps record en prévision de la présidence belge de l’Union européenne. Il est devenu un espace de rencontre pour les journalistes, les décideurs politiques, les entreprises et les ONG, les porte-paroles et les experts en communication. Débats, séminaires et conférences y sont organisés régulièrement. Il comporte en outre un centre de services des associations de journalistes, des salles de rédaction équipées, des salles de montage, des studios radio et télévision et des salles de conférence.
La cour intérieure – ou patio – avec sa fontaine en céramique d’inspiration andalouse, sert de lieu de rencontre central. Elle a été recouverte d’une coupole en verre pour permettre son utilisation toute l’année. Le décor et les couleurs de l’ancienne salle des banquets ont été restaurés pour abriter le café-restaurant du centre.
Parmi les salles de conférence, la plus grande, la salle Polak, peut accueillir 143 personnes tandis que la salle Maelbeek peut en accueillir 56. Dans son prolongement, la salle Passage (40) faisait autrefois office de passage entre les deux salles. À côté du restaurant, le Club peut accueillir des réunions à huis clos ou des dîners pour 20 personnes.

## Siège du Conseil européen

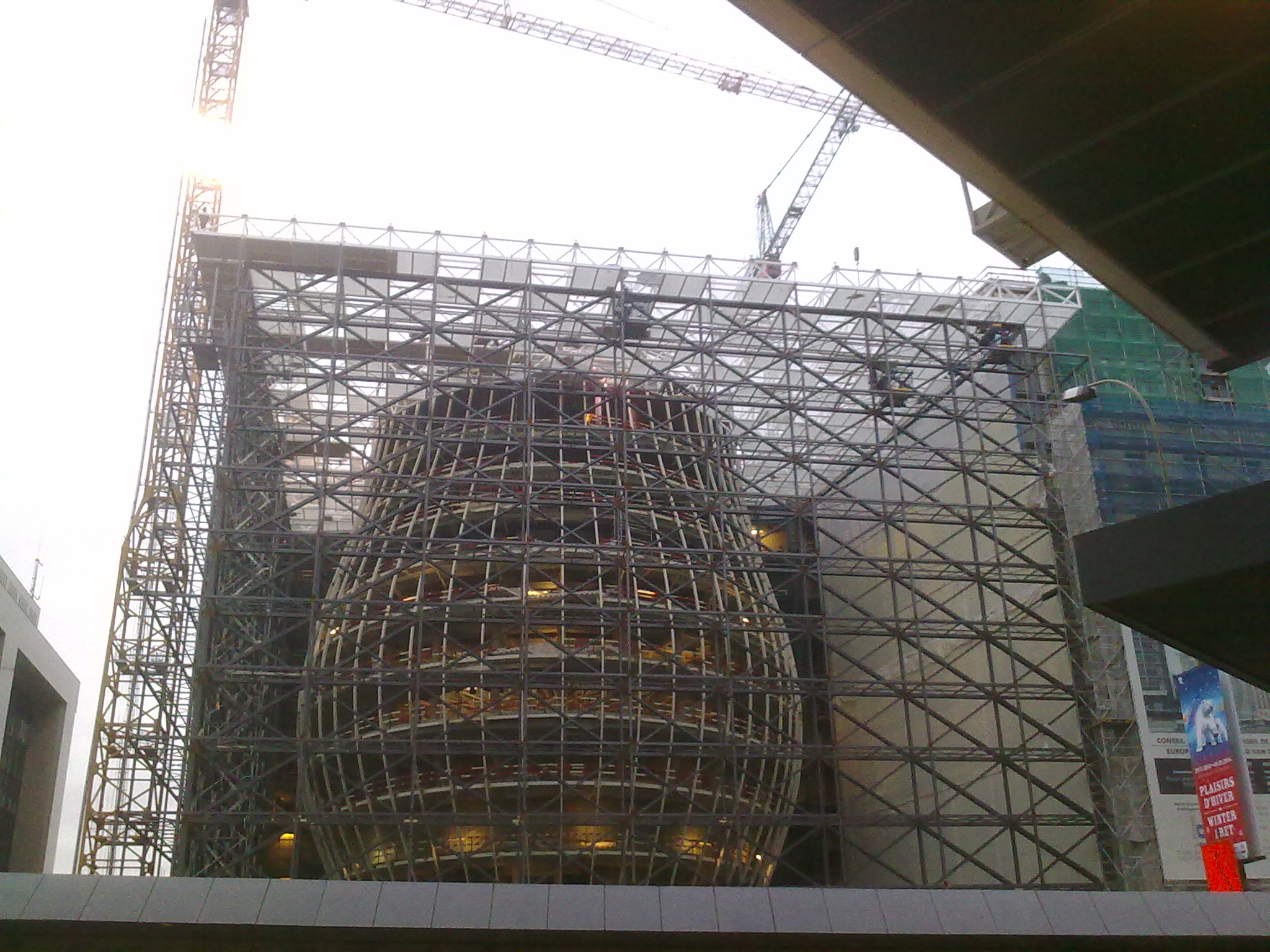
La construction d’Europa, l'extension du siège du Conseil européen.

Le Conseil européen lors de sa réunion des 25 et 26 mars 2004 a accepté la proposition du gouvernement belge de lui céder le bloc A pour y aménager son siège. Pour ce faire, il faudra démolir et rénover le bloc A, ce qui a d’emblée été contesté comme une atteinte à l’œuvre de Polak. Ce nouveau bloc A devient un bâtiment distinct, neuf de haut en bas avec une identité et un nom bien à lui : Europa.
Un concours européen d'architecture a rassemblé 22 projets présentés anonymement. Il a été remporté par le bureau de Philippe Samyn and Partners (Belgique, architectes et ingénieurs), partenaire principal et concepteur, en association avec Studio Valle Progettazioni (architectes) et Buro Happold (ingénieurs).
Dans un bâtiment en verre, une urne géante est lovée dans un écrin de bois. La façade côté rue de la Loi présente un patchwork de vieux châssis en bois récupérés dans les pays européens et retravaillés. Derrière, une seconde façade de verre sécurisé forme une deuxième peau, renforcée par des coursives métalliques qui protègent la façade horizontalement.
Dans le cube évidé, une amphore géante en verre sablé fait penser à une bonbonnière faite d’ellipses successives qui tournent progressivement. Luisante pendant la nuit, elle apparaît alors comme un objet précieux déposé dans sa boîte. À chaque étage, les salles de réunion, équipées de tables circulaires sont percées en leur centre pour laisser passer la lumière du jour,.
Les surfaces internes du bâtiment déclinent une œuvre haute en couleur créée par le peintre bruxellois Georges Meurant. L'ensemble comprend 7 560 m2 de plafonds en dalles de feutre teinté, 1 350 m2 de tapis en laine, 2 500 m2 de polychromies verticales pour quatorze trémies d’ascenseur, ainsi que des compositions à forte dominante rouge ou verte et d’autres polychromes pour un millier de portes.
La première ouverture au public du nouveau complexe est arrivée le 10 décembre 2016. Le premier sommet qui a eu lieu dans le nouveau bâtiment a été la réunion du Conseil Affaires étrangères du 16 janvier 2017.

## Accès
| ___ | Ce site est desservi par les stations de métro : Maelbeek et Schuman. |

## Sources

## Compléments

### Lectures approfondies
- Jean Attali, Europa, Philippe Samyn architecte et ingénieur, CIVA et LANNOO, 2014 (ISBN 978-94-014-14487)
- Pauline Van Dijk, Immeubles a appartements de l'entre deux guerres, coll. « Bruxelles, ville d'art et d'histoire » (lire en ligne)